# Macael
Macael er en by og kommune i det sydøstlige Spanien i provinsen Almería. Den har et indbyggertal på 5.428 (2024) indbyggere.